# Royal Palm Hotel (Miami)

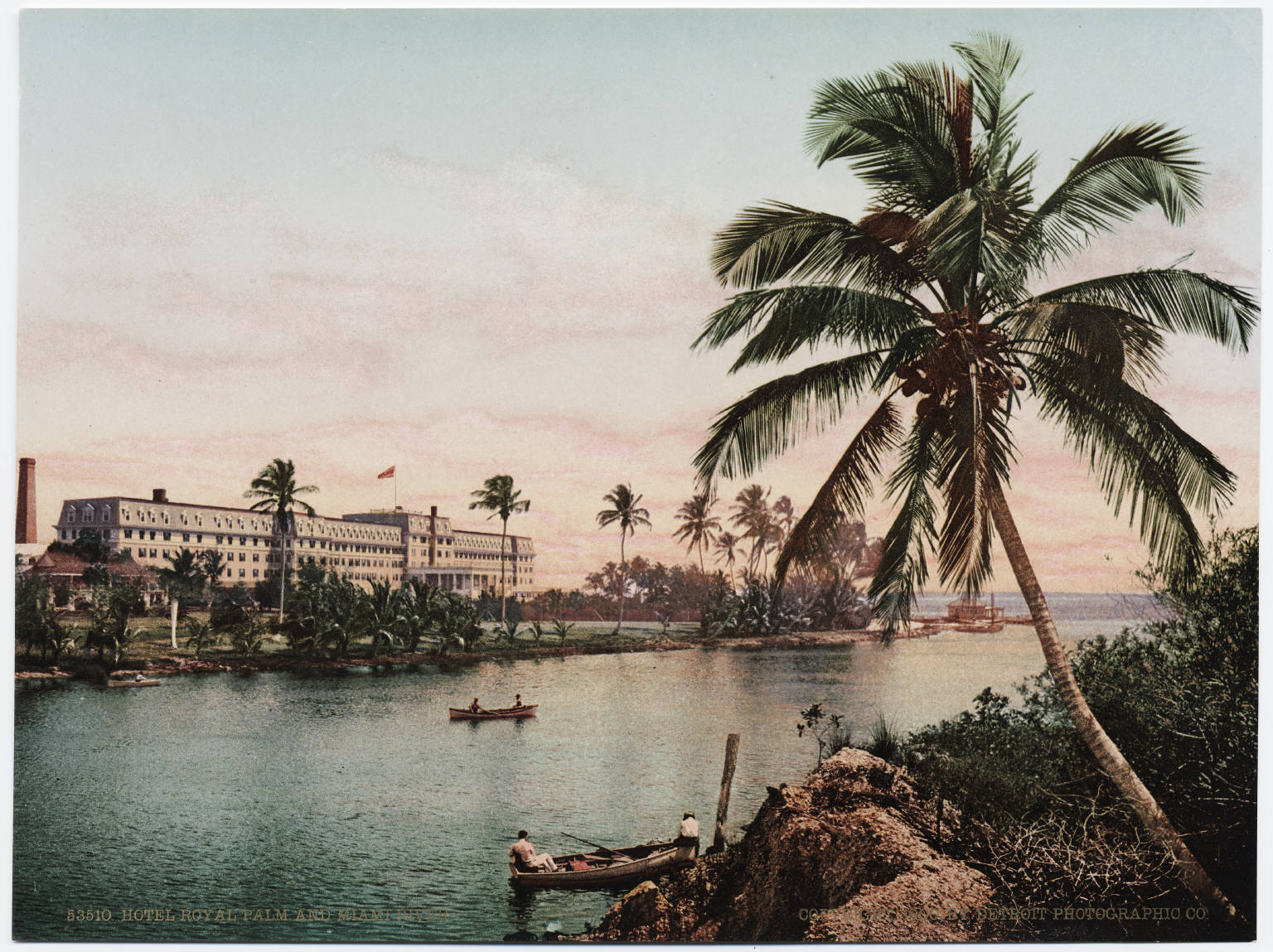
Royal Palm Hotel vom Miami River aus

Das Royal Palm Hotel war ein Hotel in Miami in Florida in den Vereinigten Staaten von Amerika. Es wurde 1896 durch Henry Flaglers Florida East Coast Hotel Company erbaut. Gemeinsam mit Bau der Bahnstrecke der Florida East Coast Railway von St. Augustine legte es die Grundlage für die Stadt Miami und die touristische Entwicklung der Region. Das Hotel wurde 1930 komplett abgerissen.

## Lage

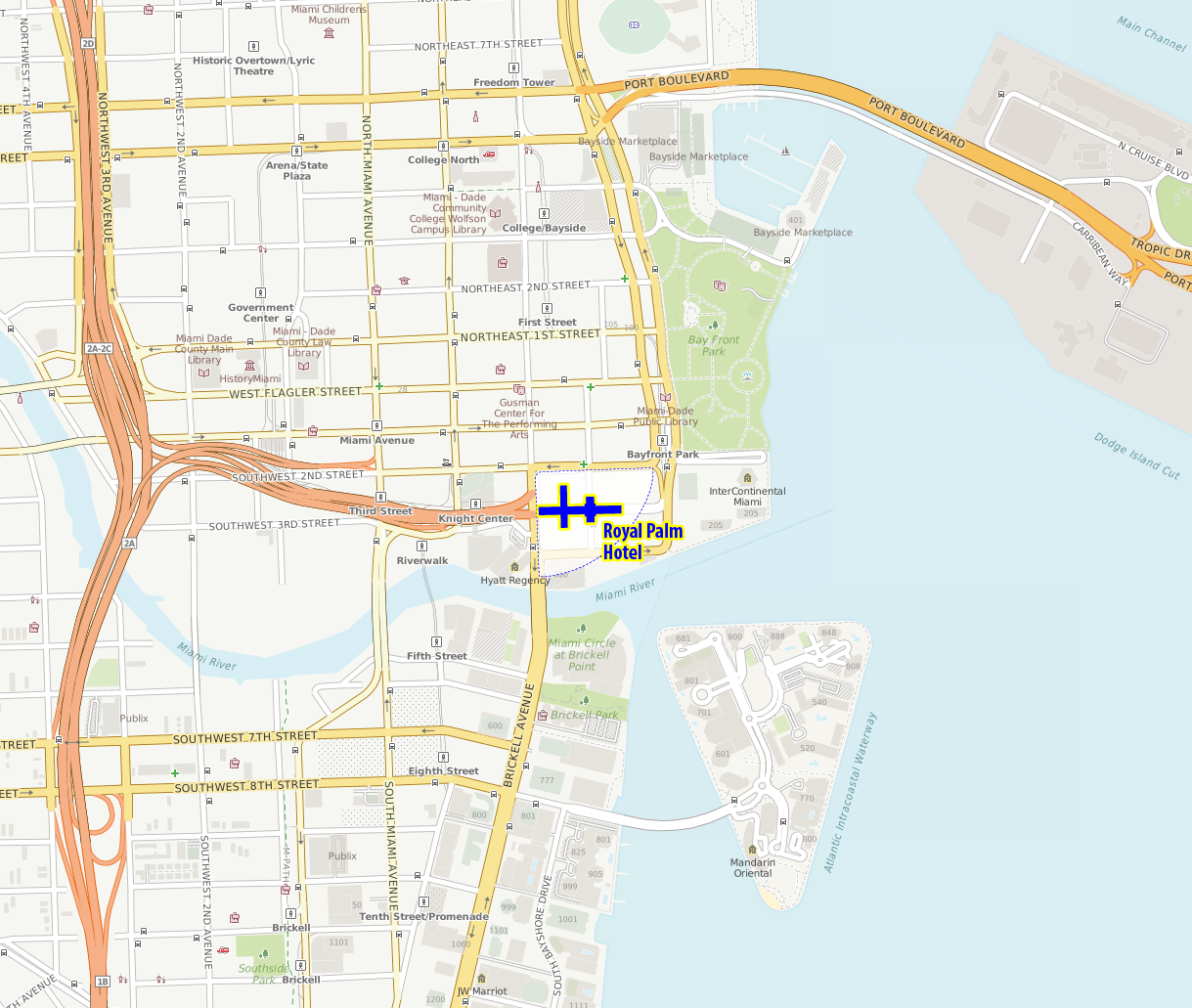
Lage des Hotels

Das Hotel lag am südlichen Ende des heutigen Downtown Miami direkt am Miami River und der Biscayne Bay. Es umfasste die heutigen Blocks zwischen der Southeast 2nd Street und dem South Biscayne Boulevard sowie der Southeast 2nd Avenue und dem Biscayne Boulevard.
Von der Bahnstrecke der Florida East Coast Railway führte ein Anschlussgleis (hotel spur) direkt bis zum Hotel.

## Gebäude und Anlagen

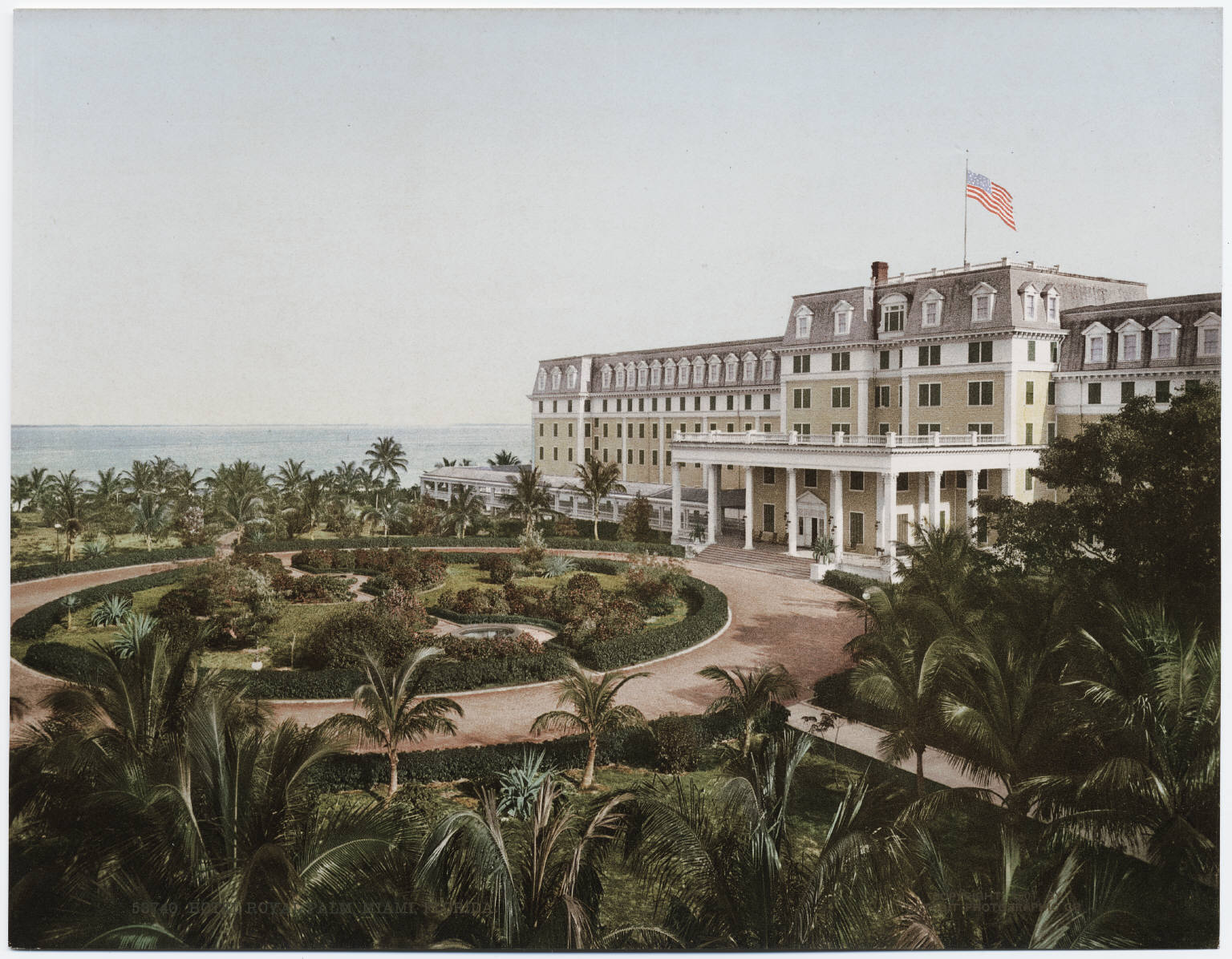
Eingangsbereich

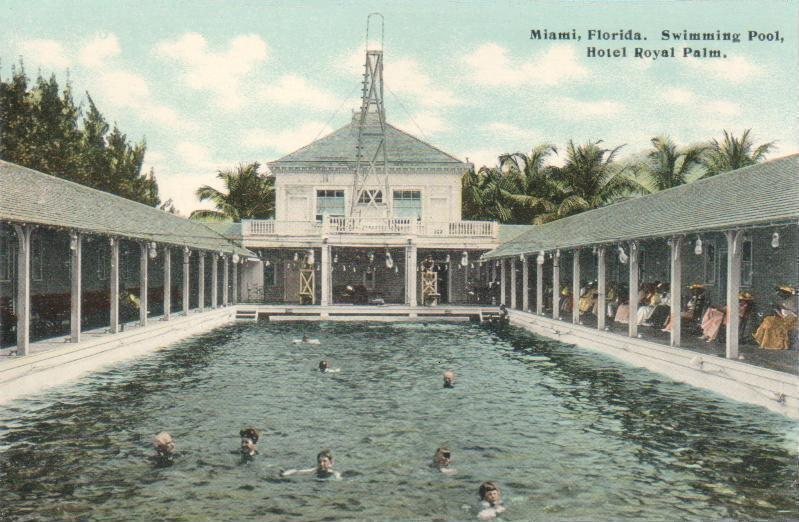
Schwimmbad

Das Hotelgebäude wurde von den Architekten James McGuire und Joseph McDonald entworfen, die auch für andere Hotels der Florida East Coast Railway verantwortlich waren.
Das Gebäude war in Ost-West-Richtung ausgerichtet. Das Hotel entstand als Holzrahmenbau. Es war rund 213 Meter lang und hatte fünf Geschosse. Das Gebäudemittelteil hatte sechs Geschosse. Am westlichen Gebäudeteil waren zwei nach Norden herausragende Flügel angebaut. Das Hotel war im sogenannten „Colonial Revival“-Stil gehalten. Auf dem Gebäudemittelteil befand sich auf dem Dach eine Aussichtsplattform. Um das östliche Ende des Hotels führte eine 175 Meter lange Veranda. Das rote Dach besaß Mansarden. Die Fassade des Hotels war in „Flagler-Gelb“ gestrichen.
Das Hotel besaß 350 Zimmer und bot Platz für 400 bis 600 Gäste. Die Zimmer hatten eine durchschnittliche Größe von 3,65 Meter × 5,50 Meter. 100 Zimmer verfügten über eigene Badezimmer. Für die Bediensteten waren weitere 100 Räume vorhanden. Das Hotel verfügte über mehrere große Säle, die mit hellem Holz getäfelt waren. Die Speisesäle, Lesezimmer und weitere Aufenthaltsräume gingen direkt von der zentralen Rotunda ab. Der größte Speisesaal hatte eine Kapazität von 500 Sitzplätzen. Daneben gab es einen speziellen Speisesaal für die Kinder sowie private Speisezimmer. Weiterhin besaß das Hotel einen 14 Meter × 15 Meter großen Ballsaal, ein Schreibbüro und ein Billardzimmer. Das Hotel besaß im äußersten westlichen Flügel ein eigenes Kraftwerk, um das Gebäude, als erstes in Miami, mit Elektrizität zu versorgen. In diesem Teil des Hotels befanden sich außerdem die Waschküchen, die Küchen und die Räume zur Eisherstellung. Der Zugang zu den oberen Stockwerken wurde durch Aufzüge erleichtert.
Ein Seewasser-Schwimmbad mit einer Wasserfläche von 12 Meter × 45 Meter befand sich in der Nordwestecke des Geländes. Es verfügte über 100 Umkleideräume. Im Sommer, außerhalb der Hotelsaison, war das Schwimmbad für die Bewohner Miamis geöffnet.
Zum Flussufer war der Royal Palm Park angelegt. Nach Norden war der Einfahrtsbereich in der Größe von einem Block als Freifläche mit Rondell und zwei Springbrunnen gestaltet. Anfänglich waren auch die später bebauten Blocks an der SE 1st Street und der Flagler Street in die Gestaltung einbezogen. Im Gelände des Hotels wurden viele den namensgebenden Königspalmen (engl. royal palm) gepflanzt. Die Anlage des Parks erfolgte durch Henry Coppinger Sr.
Im Park befand sich eine Clock-Golf-Anlage. An Sonntagen war der Park für die Bevölkerung geöffnet und es fanden Chautauqua-Sonntagsschulen statt. William Jennings Bryan sprach dabei zeitweilig vor 5000 Zuhörern. Auch öffentliche Konzerte wurden dort durchgeführt.
Das Hotel hatte rund 300 Beschäftigte, davon circa 16 Köche.

## Geschichte
Henry Flagler suchte als Endpunkt für die Bahnstrecke seiner Gesellschaft ein entsprechendes Resort. Er fand den geeigneten Platz an der Mündung des Miami Rivers. Das Gebiet gehörte jedoch Julia Tuttle. Diese hatte die Vision, auf ihrem Grundbesitz eine florierende Stadt zu errichten. Er einigte sich mit ihr und der weiteren Grundbesitzerin in diesem Gebiet, Mary Brickell, über die Erschließung des Gebietes und erwarb 50 % des Besitzes von Julia Tuttle. Im Rahmen des Vertrages vom 24. Oktober 1895 war festgelegt worden, dass er 18 Monate Zeit hatte, um Bahnstrecke und Hotel fertigzustellen.
Am 15. März 1896 begann der Bau des Hotels. Am Standort des Hotels befand sich eine frühere, rund 2000 Jahre alte Siedlung der Tequesta-Indianer. Bei der Beseitigung eines Grabhügels wurden die aufgefundenen Gebeine einfach in einen Bereich außerhalb des Baugeländes umgebettet oder später als Souvenirs verkauft.
In den Bau, die Ausstattung und Gestaltung der Außenanlagen waren bis zu 1100 Arbeiter involviert. Miami hatte im Vergleich zu dieser Zeit rund 2000 Einwohner. Die Baukosten betrugen rund 750.000 $
Am 31. Dezember 1896 fand die Eröffnungsgala statt. Am 16. Januar 1897 nahm das Hotel den Betrieb auf. Einer der ersten Gäste war John Jacob Astor IV mit seiner Familie, der bereits vor Weihnachten 1896 anreiste.
Während des Spanisch-Amerikanischen Krieges 1898 diente das Hotel den Offizieren und der Presse als Unterkunft.
Bis zum Ersten Weltkrieg war das Hotel ein beliebter Urlaubsort der wohlhabenden Industriellen Nordamerikas. Die Saison begann Anfang Januar und endete zu Ostern. Außerhalb dieser Zeit versank das Hotel und ganz Miami in einen regelrechten Dämmerschlaf. Während der Tourismussaison war das Hotel vom Alkoholverkaufsverbot ausgenommen.
Von 1906 bis 1928 wurde das Hotel von Joseph P. Greaves geleitet.
Beim Hurrikan am 17./18. September 1926 wurde das Hotel schwer beschädigt. Der Hurrikan mit Windgeschwindigkeiten bis zu 200 km/h zerstörte unter anderem Teile des Daches und verwüstete den Park. Das schon in die Jahre gekommene Gebäude wurde nur notdürftig repariert. In der Saison 1927 konnte es nicht öffnen und 1928 wurde es nur kurzzeitig für die Touristen geöffnet. Es zog jedoch nur wenig Kundschaft an. Im gleichen Jahr begann auch der Bau der Brickell Avenue Bridge. Dafür musste der Westflügel des Hotels abgerissen werden. Ein von der Stadtverwaltung erwünschter Hotelneubau kam wegen der wirtschaftlichen Situation des Unternehmens und der beginnenden Weltwirtschaftskrise nicht zustande. Nachdem durch die mangelhaften Aufräumarbeiten im Hotel Termiten das Gebäude besiedelten, ordnete die Stadtverwaltung den Abriss an. Im März 1930 wurde das Hotel abgetragen und soweit möglich verbrannt. Die Fundamente blieben jedoch erhalten und wurden erst in den 2000er Jahren beseitigt.
Nach dem Abriss blieb das Gelände lange Jahre ungenutzt und wurde ab Ende der 1940er Jahre als Pkw-Parkplatz genutzt. Erst mit dem Bau verschiedener Hochhäuser ab Anfang der 1980er Jahre reduzierte sich diese Parkfläche allmählich. Auf dem Gelände des früheren Royal Palm Parkes wurde 1957, direkt am Flussufer, das Dupont Plaza Hotel errichtet. Nach dessen Abriss 2004 befindet sich seit 2008 an dieser Stelle das EPIC Miami Residences and Hotel.
Weiterhin entstanden auf dem Gelände in der Nordostecke das Southeast Financial Center und südlich davon das Wohnhochhaus Met1. Neben diesem Gebäude ist das Lifestyle Center Met Square geplant. Westlich davon schließen sich das Met 2 (jetzt Wells Fargo Center) und das JW Marriott Marquis Miami an. In der Nordwestecke befindet sich die Baufläche für das geplante Hochhaus Met3 der MDM Group.